# Medalla del Aviador
La Medalla del Aviador en (inglés: Airman 's Medal) es una condecoración de la Fuerza Aérea de Estados Unidos y se otorga a aquellos miembros que se distinguen por acciones heroicas, por lo general en acciones que impliquen el riesgo de su propia vida, pero que no impliquen un combate real.
La Medalla del Aviador deriva del Acta del Congreso de Estados Unidos que creó la Medalla del Soldado (Ley Pública del 69.º Congreso, del 2 de julio de 1926), modificada por la Ley Pública 86-593 (aprobada en el 86 Congreso del 6 de julio de 1960), mediante la cual se permitía a la Fuerza Aérea presentar una versión propia de la Medalla del Soldado, que sería conocida como Medalla del Aviador.
Fue diseñada y esculpida por Thomas Hudson Jones, del Instituto de Heráldica. La Medalla del Aviador es única debido a que no sigue la forma octogonal de sus equivalentes (contraviniendo la costumbre de que las medallas sigan un mismo patrón, para no ser confundidas con las medallas de campaña o de servicio). El motivo es que en un inicio el diseño fue aprobado para ser usado como Medalla por Servicios Distinguidos de la Fuerza Aérea.

## Diseño
En el centro de un disco de bronce, aparece la figura de Hermes de perfil, descansando sobre la rodilla derecha mientras que libera un águila que tiene las alas abiertas. Directamente ante la figura, y siguiendo la curvatura de la medalla, aparecen las palabras Airman's, y Medal. El dios griego Hermes era el hijo de Zeus, y representa la juventud, el vigor y el valor. El águila es el águila calva americana, y se refiere a los Estados Unidos, y su liberación representa los ideales y aspiraciones de los miembros de las Fuerzas Aéreas.
En el reverso de la medalla aparece una estilizada corona de laurel. En la parte superior, y en dos líneas, aparece la inscripción For Valor. El espacio que queda libre es para grabar el nombre del receptor. El laurel representa los logros alcanzados mediante la conducta heroica. 
Cuelga de una cinta azul celeste. En el centro hay 7 franjas doradas y 6 azul oscuro alternas. El diseño se basa en la de la Medalla del Soldado.[cita requerida]